# Liste des députés du Haut-Rhin
 (mai 2025).
Liste des députés du Haut-Rhin

## Liste des députés élus sous laVeRépublique

### Irelégislature (1958-1962)
| Circonscription     | Identité                                           | Parti | À partir du     | Jusqu'au       | Note |
| ------------------- | -------------------------------------------------- | ----- | --------------- | -------------- | ---- |
| 1re circonscription | Edmond Borocco (suppléant : Théo Faller)           | UNR   | 9 décembre 1958 | 9 octobre 1962 |      |
| 2e circonscription  | Georges Bourgeois (suppléant : Albert Krumenacker) | UNR   | 9 décembre 1958 | 9 octobre 1962 |      |
| 3e circonscription  | Joseph Perrin (suppléant : Xavier Herrgott)        | UNR   | 9 décembre 1958 | 9 octobre 1962 |      |
| 4e circonscription  | Émile Muller                                       | SFIO  | 9 décembre 1958 | 9 octobre 1962 |      |
| 5e circonscription  | Henri Ulrich (suppléant : Léon Weber)              | MRP   | 9 décembre 1958 | 6 janvier 1959 |      |
| 5e circonscription  | Henri Ulrich                                       | MRP   | 22 février 1959 | 9 octobre 1962 | ELP  |

### IIelégislature (1962-1967)
| Circonscription     | Identité                                       | Parti   | À partir du     | Jusqu'au     | Note |
| ------------------- | ---------------------------------------------- | ------- | --------------- | ------------ | ---- |
| 1re circonscription | Edmond Borocco (suppléant : Théo Faller)       | UNR-UDT | 6 décembre 1962 | 2 avril 1967 |      |
| 2e circonscription  | Georges Bourgeois (suppléant : Jacques Zaeslé) | UNR-UDT | 6 décembre 1962 | 2 avril 1967 |      |
| 3e circonscription  | Joseph Perrin (suppléant : Xavier Herrgott)    | UNR-UDT | 6 décembre 1962 | 2 avril 1967 |      |
| 4e circonscription  | Raymond Zimmermann (suppléant : André Seel)    | UNR-UDT | 6 décembre 1962 | 2 avril 1967 |      |
| 5e circonscription  | Charles Kroepflé (suppléant : Paul Kieny)      | UNR-UDT | 6 décembre 1962 | 2 avril 1967 |      |

### IIIelégislature (1967-1968)
| Circonscription     | Identité                                        | Parti | À partir du  | Jusqu'au    | Note |
| ------------------- | ----------------------------------------------- | ----- | ------------ | ----------- | ---- |
| 1re circonscription | Edmond Borocco (suppléant : Théo Faller)        | UD-Ve | 3 avril 1967 | 30 mai 1968 |      |
| 2e circonscription  | Georges Bourgeois (suppléant : Robert Schmitt)  | UD-Ve | 3 avril 1967 | 30 mai 1968 |      |
| 3e circonscription  | Alphonse Jenn (suppléant : Xavier Herrgott)     | UD-Ve | 3 avril 1967 | 30 mai 1968 |      |
| 4e circonscription  | Raymond Zimmermann (suppléant : Alphonse Bihry) | UD-Ve | 3 avril 1967 | 30 mai 1968 |      |
| 5e circonscription  | Raymond Scholer (suppléant : Paul Kieny)        | UD-Ve | 3 avril 1967 | 30 mai 1968 |      |

### IVelégislature (1968-1973)
| Circonscription     | Identité                                        | Parti | À partir du     | Jusqu'au       | Note |
| ------------------- | ----------------------------------------------- | ----- | --------------- | -------------- | ---- |
| 1re circonscription | Edmond Borocco (suppléant : Théo Faller)        | UDR   | 11 juillet 1968 | 1er avril 1973 |      |
| 2e circonscription  | Georges Bourgeois (suppléant : Gérard Henne)    | UDR   | 11 juillet 1968 | 1er avril 1973 |      |
| 3e circonscription  | Alphonse Jenn (suppléant : Xavier Herrgott)     | UDR   | 11 juillet 1968 | 1er avril 1973 |      |
| 4e circonscription  | Raymond Zimmermann (suppléant : Alphonse Bihry) | UDR   | 11 juillet 1968 | 1er avril 1973 |      |
| 5e circonscription  | Antoine Gissinger (suppléant : R. Blum)         | UDR   | 11 juillet 1968 | 1er avril 1973 |      |

### Velégislature (1973-1978)
| Circonscription     | Identité                                        | Parti        | À partir du  | Jusqu'au     | Note |
| ------------------- | ----------------------------------------------- | ------------ | ------------ | ------------ | ---- |
| 1re circonscription | Justin Hausherr (suppléant : Jean-Paul Schmitt) | Mvt.Réf.-CD  | 2 avril 1973 | 2 avril 1978 |      |
| 2e circonscription  | Georges Bourgeois (suppléant : Charles Haby)    | UDR          | 2 avril 1973 | 2 avril 1978 |      |
| 3e circonscription  | Pierre Weisenhorn (suppléant : René Fuchs)      | UDR          | 2 avril 1973 | 2 avril 1978 |      |
| 4e circonscription  | Émile Muller (suppléant : André Erbland)        | Mvt.Réf.-PSD | 2 avril 1973 | 2 avril 1978 |      |
| 5e circonscription  | Antoine Gissinger (suppléant : Jean Hoefferlin) | UDR          | 2 avril 1973 | 2 avril 1978 |      |

### VIelégislature (1978-1981)
| Circonscription     | Identité                                         | Parti | À partir du  | Jusqu'au    | Note |
| ------------------- | ------------------------------------------------ | ----- | ------------ | ----------- | ---- |
| 1re circonscription | Jean-Paul Fuchs (suppléant : Roger Schmitt)      | UDF   | 3 avril 1978 | 22 mai 1981 |      |
| 2e circonscription  | Charles Haby (suppléant : Jean Schuller)         | RPR   | 3 avril 1978 | 22 mai 1981 |      |
| 3e circonscription  | Pierre Weisenhorn (suppléant : René Fuchs)       | RPR   | 3 avril 1978 | 22 mai 1981 |      |
| 4e circonscription  | Émile Muller (suppléant : André Erbland)         | UDF   | 3 avril 1978 | 22 mai 1981 |      |
| 5e circonscription  | Antoine Gissinger (suppléant : Jean Ueberschlag) | RPR   | 3 avril 1978 | 22 mai 1981 |      |

### VIIelégislature (1981-1986)
| Circonscription     | Identité                                         | Parti | À partir du    | Jusqu'au       | Note |
| ------------------- | ------------------------------------------------ | ----- | -------------- | -------------- | ---- |
| 1re circonscription | Jean-Paul Fuchs (suppléant : Roger Schmitt)      | UDF   | 2 juillet 1981 | 1er avril 1986 |      |
| 2e circonscription  | Charles Haby (suppléant : Gilbert Meyer)         | RPR   | 2 juillet 1981 | 1er avril 1986 |      |
| 3e circonscription  | Pierre Weisenhorn (suppléant : Gilbert Michel)   | RPR   | 2 juillet 1981 | 1er avril 1986 |      |
| 4e circonscription  | Jean-Marie Bockel (suppléant : Jean Grimont)     | PS    | 2 juillet 1981 | 23 août 1984   | Gvt  |
| 4e circonscription  | Jean Grimont                                     | PS    | 24 août 1984   | 1er avril 1986 |      |
| 5e circonscription  | Antoine Gissinger (suppléant : Jean Ueberschlag) | RPR   | 2 juillet 1981 | 1er avril 1986 |      |

### VIIIelégislature (1986-1988)
7 députés élus à la proportionnelle:
- Jean-Marie Bockel (PS)
- Gérard Freulet (FN)
- Jean-Paul Fuchs (UDF)
- Jean Grimont (PS)
- Joseph Klifa (UDF)
- Jean Ueberschlag (RPR)
- Pierre Weisenhorn (RPR)

### IXelégislature (1988-1993)
| Circonscription     | Identité                                            | Parti   | À partir du  | Jusqu'au       | Note |
| ------------------- | --------------------------------------------------- | ------- | ------------ | -------------- | ---- |
| 1re circonscription | Edmond Gerrer (suppléant : Gilbert Meyer, RPR)      | UDF-CDS | 23 juin 1988 | 1er avril 1993 |      |
| 2e circonscription  | Jean-Paul Fuchs (suppléant : Pierre Knittel, RPR)   | UDF-CDS | 23 juin 1988 | 1er avril 1993 |      |
| 3e circonscription  | Jean-Luc Reitzer (suppléant : Jean-Paul Heider)     | RPR     | 23 juin 1988 | 1er avril 1993 |      |
| 4e circonscription  | Jean Ueberschlag (suppléant : Bernard Hanser)       | RPR     | 23 juin 1988 | 1er avril 1993 |      |
| 5e circonscription  | Jean-Marie Bockel (suppléant : Jean-Paul Wurth)     | PS      | 23 juin 1988 | 1er avril 1993 |      |
| 6e circonscription  | Jean-Jacques Weber (suppléant : Marc Schittly, RPR) | UDF-CDS | 23 juin 1988 | 1er avril 1993 |      |
| 7e circonscription  | Jean-Pierre Baeumler (suppléant : Gérard Moog)      | PS      | 23 juin 1988 | 1er avril 1993 |      |

### Xelégislature (1993-1997)
| Circonscription     | Identité                                             | Parti | À partir du  | Jusqu'au      | Note |
| ------------------- | ---------------------------------------------------- | ----- | ------------ | ------------- | ---- |
| 1re circonscription | Gilbert Meyer (suppléant : Yves Muller)              | RPR   | 2 avril 1993 | 21 avril 1997 |      |
| 2e circonscription  | Jean-Paul Fuchs (suppléant : Jean-Paul Meinrad, RPR) | UDF   | 2 avril 1993 | 21 avril 1997 |      |
| 3e circonscription  | Jean-Luc Reitzer (suppléant : Jean-Paul Heider)      | RPR   | 2 avril 1993 | 21 avril 1997 |      |
| 4e circonscription  | Jean Ueberschlag (suppléant : Bernard Hanser)        | RPR   | 2 avril 1993 | 21 avril 1997 |      |
| 5e circonscription  | Joseph Klifa (suppléant : Bernard Stoessel)          | UDF   | 2 avril 1993 | 21 avril 1997 |      |
| 6e circonscription  | Jean-Jacques Weber (suppléant : Marc Schittly, RPR)  | UDF   | 2 avril 1993 | 21 avril 1997 |      |
| 7e circonscription  | Michel Habig (suppléante : Marie-Élisabeth Kruch)    | RPR   | 2 avril 1993 | 21 avril 1997 |      |

### XIelégislature (1997-2002)
| Circonscription     | Identité                                                | Parti | À partir du      | Jusqu'au        | Note              |
| ------------------- | ------------------------------------------------------- | ----- | ---------------- | --------------- | ----------------- |
| 1re circonscription | Gilbert Meyer (suppléant : Yves Muller)                 | RPR   | 1er juin 1997    | 18 juin 2002    |                   |
| 2e circonscription  | Marc Dumoulin (suppléant : Jacques Cattin)              | DVD   | 1er juin 1997    | 18 juin 2002    |                   |
| 3e circonscription  | Jean-Luc Reitzer (suppléant : Jean-Paul Heider)         | RPR   | 1er juin 1997    | 18 juin 2002    |                   |
| 4e circonscription  | Jean Ueberschlag (suppléant : Bernard Hanser)           | RPR   | 1er juin 1997    | 18 juin 2002    |                   |
| 5e circonscription  | Jean-Marie Bockel (suppléant : Pierre Freyburger)       | PS    | 1er juin 1997    | 18 juin 2002    |                   |
| 6e circonscription  | Jean-Jacques Weber (suppléant : Marc Schittly)          | UDF   | 1er juin 1997    | 24 octobre 1997 | ELP (annulation)  |
| 6e circonscription  | Jean-Jacques Weber (suppléant : Marc Schittly)          | UDF   | 14 décembre 1997 | 5 mai 2000      | ELP (destitution) |
| 6e circonscription  | Francis Hillmeyer (suppléant : Marc Schittly)           | UDF   | 25 juin 2000     | 18 juin 2002    |                   |
| 7e circonscription  | Jean-Pierre Baeumler (suppléant : Jean-Claude Delbarre) | PS    | 1er juin 1997    | 18 juin 2002    |                   |

### XIIelégislature (2002-2007)
| Circonscription     | Identité                                         | Parti        | À partir du  | Jusqu'au     | Note |
| ------------------- | ------------------------------------------------ | ------------ | ------------ | ------------ | ---- |
| 1re circonscription | Gilbert Meyer (suppléant : Dominique Schmitt)    | RPR puis UMP | 19 juin 2002 | 19 juin 2007 |      |
| 2e circonscription  | Jean-Louis Christ (suppléant : Jacques Cattin)   | UDF puis UMP | 19 juin 2002 | 19 juin 2007 |      |
| 3e circonscription  | Jean-Luc Reitzer (suppléant : Eugène Schnebelen) | RPR puis UMP | 19 juin 2002 | 19 juin 2007 |      |
| 4e circonscription  | Jean Ueberschlag (suppléant : Charles Buttner)   | RPR puis UMP | 19 juin 2002 | 19 juin 2007 |      |
| 5e circonscription  | Arlette Grosskost (suppléant : Jean Rottner)     | RPR puis UMP | 19 juin 2002 | 19 juin 2007 |      |
| 6e circonscription  | Francis Hillmeyer (suppléant : Marc Schittly)    | UDF          | 19 juin 2002 | 19 juin 2007 |      |
| 7e circonscription  | Michel Sordi (suppléant : Thomas Birgaentzlé)    | RPR puis UMP | 19 juin 2002 | 19 juin 2007 |      |

### XIIIelégislature (2007-2012)
| Circonscription     | Identité                                           | Parti         | À partir du  | Jusqu'au     | Note |
| ------------------- | -------------------------------------------------- | ------------- | ------------ | ------------ | ---- |
| 1re circonscription | Éric Straumann (suppléant : Roland Wagner)         | UMP dissident | 20 juin 2007 | 19 juin 2012 |      |
| 2e circonscription  | Jean-Louis Christ (suppléant : Jacques Cattin)     | UMP           | 20 juin 2007 | 19 juin 2012 |      |
| 3e circonscription  | Jean-Luc Reitzer (suppléant : Eugène Schnebelen)   | UMP           | 20 juin 2007 | 19 juin 2012 |      |
| 4e circonscription  | Jean Ueberschlag (suppléante : Pascale Schmidiger) | UMP           | 20 juin 2007 | 19 juin 2012 |      |
| 5e circonscription  | Arlette Grosskost (suppléant : Jean Rottner)       | UMP           | 20 juin 2007 | 19 juin 2012 |      |
| 6e circonscription  | Francis Hillmeyer (suppléant : Marc Schittly)      | NC            | 20 juin 2007 | 19 juin 2012 |      |
| 7e circonscription  | Michel Sordi (suppléant : Thomas Birgaentzlé)      | UMP           | 20 juin 2007 | 19 juin 2012 |      |

### XIVelégislature (2012-2017)
| Circonscription     | Identité                                         | Parti | À partir du  | Jusqu'au     | Note |
| ------------------- | ------------------------------------------------ | ----- | ------------ | ------------ | ---- |
| 1re circonscription | Éric Straumann (suppléante : Brigitte Klinkert)  | UMP   | 20 juin 2012 | 20 juin 2017 |      |
| 2e circonscription  | Jean-Louis Christ (suppléant : Jacques Cattin)   | UMP   | 20 juin 2012 | 20 juin 2017 |      |
| 3e circonscription  | Jean-Luc Reitzer                                 | UMP   | 20 juin 2012 | 20 juin 2017 |      |
| 4e circonscription  | Michel Sordi (suppléante : Annick Lutenbacher)   | UMP   | 20 juin 2012 | 20 juin 2017 |      |
| 5e circonscription  | Arlette Grosskost (suppléant : Olivier Becht)    | UMP   | 20 juin 2012 | 20 juin 2017 |      |
| 6e circonscription  | Francis Hillmeyer (suppléante : Martine Laemlin) | NC    | 20 juin 2012 | 20 juin 2017 |      |

### XVelégislature (2017-2022)
| Circonscription     | Identité                                                | Parti | À partir du       | Jusqu'au        | Note                 |
| ------------------- | ------------------------------------------------------- | ----- | ----------------- | --------------- | -------------------- |
| 1re circonscription | Éric Straumann                                          | LR    | 21 juin 2017      | 28 juillet 2020 |                      |
| 1re circonscription | Brigitte Klinkert (suppléante)                          |       | 29 juillet 2020   | 29 juillet 2020 | démission (ministre) |
| 1re circonscription | Yves Hemedinger (suppléante : Christine Lehry)          | LR    | 20 septembre 2020 | 21 juin 2022    | ELP                  |
| 2e circonscription  | Jacques Cattin (suppléante : Denise Buhl)               | LR    | 21 juin 2017      | 21 juin 2022    |                      |
| 3e circonscription  | Jean-Luc Reitzer (suppléante : Pascale Schmidiger)      | LR    | 21 juin 2017      | 21 juin 2022    |                      |
| 4e circonscription  | Raphaël Schellenberger (suppléante : Karine Pagliarulo) | LR    | 21 juin 2017      | 21 juin 2022    |                      |
| 5e circonscription  | Olivier Becht (suppléante : Bernadette Groff)           | DVD   | 21 juin 2017      | 21 juin 2022    |                      |
| 6e circonscription  | Bruno Fuchs (suppléante : Emmanuelle Suarez)            | LREM  | 21 juin 2017      | 21 juin 2022    |                      |

### XVIelégislature (2022-2024)
| Circonscription     | Identité                                                  | Parti    | À partir du     | Jusqu'au        | Note |
| ------------------- | --------------------------------------------------------- | -------- | --------------- | --------------- | ---- |
| 1re circonscription | Brigitte Klinkert (suppléant : Marc Bouché)               | LREM     | 22 juin 2022    | 9 juin 2024     |      |
| 2e circonscription  | Hubert Ott (suppléante : Marie-Paule Gay)                 | MoDem    | 22 juin 2022    | 9 juin 2024     |      |
| 3e circonscription  | Didier Lemaire (suppléante : Séverine Weider-Niglis)      | Horizons | 22 juin 2022    | 9 juin 2024     |      |
| 4e circonscription  | Raphaël Schellenberger (suppléante : Karine Pagliarulo)   | LR       | 22 juin 2022    | 9 juin 2024     |      |
| 5e circonscription  | Olivier Becht (suppléante : Charlotte Goetschy-Bolognese) | Agir     | 22 juin 2022    | 4 août 2022     | Gvt  |
| 5e circonscription  | Charlotte Goetschy-Bolognese                              | RE       | 5 août 2022     | 11 février 2024 |      |
| 5e circonscription  | Olivier Becht (suppléante : Charlotte Goetschy-Bolognese) | Agir     | 12 février 2024 | 9 juin 2024     |      |
| 6e circonscription  | Bruno Fuchs (suppléante : Corinne Pommier)                | MoDem    | 22 juin 2022    | 9 juin 2024     |      |

### XVIIelégislature (2024-)
| Circonscription     | Identité                                                  | Parti         | À partir du     | Jusqu'au | Note |
| ------------------- | --------------------------------------------------------- | ------------- | --------------- | -------- | ---- |
| 1re circonscription | Brigitte Klinkert (suppléant : Marc Bouché)               | Ensemble      | 18 juillet 2024 |          |      |
| 2e circonscription  | Hubert Ott (suppléante : Marie-Paule Gay)                 | MoDem         | 18 juillet 2024 |          |      |
| 3e circonscription  | Didier Lemaire (suppléante : Séverine Weider-Niglis)      | Horizons      | 18 juillet 2024 |          |      |
| 4e circonscription  | Raphaël Schellenberger (suppléante : Karine Pagliarulo)   | Non-inscrit   | 18 juillet 2024 |          |      |
| 5e circonscription  | Olivier Becht (suppléante : Charlotte Goetschy-Bolognese) | app. Ensemble | 18 juillet 2024 |          |      |
| 6e circonscription  | Bruno Fuchs (suppléante : Corinne Pommier)                | MoDem         | 18 juillet 2024 |          |      |

## Liste des députés élus sous laIVeRépublique

### Législature 1956-1958
Les élections ont eu lieu au scrutin proportionnel de liste, avec possibilité d'apparentements entre plusieurs listes. Les listes MRP, et CNIP-républicains sociaux (ex-RPF) ont obtenu la totalité des six sièges mis en jeu à la suite d'un apparentement entre elles ayant dépassé la majorité absolue des suffrages exprimés.
La liste MRP, menée par le maire de Colmar Joseph Rey, a obtenu cinq élus :
- Joseph Rey, conseiller général et maire de Colmar
- Joseph Wasmer, conseiller général et adjoint au maire de Mulhouse
- Henri Ulrich, conseiller général d'Habsheim
- Jean-Joseph Balestreri, conseiller municipal de Mulhouse
- Fernand Ortlieb

La liste CNIP-Républicains sociaux n'a obtenu qu'un élu :
- Georges Bourgeois, député sortant, président du conseil général et maire de Pulversheim

### Législature 1951-1956
Les élections ont eu lieu au scrutin proportionnel de liste, avec possibilité d'apparentements entre plusieurs listes. Les apparentements conclus entre certaines listes n'ayant pas dépassé la majorité absolue des voix, la répartition des sièges s'est opérée à la proportionnelle.
La liste RPF, arrivée en tête, a obtenu trois élus :
- Georges Bourgeois, président du conseil général et maire de Pulversheim
- René Kuehn, député sortant, maire d'Ammerschwihr
- Eugène Ritzenthaler, conseiller général et maire d'Holtzwihr

La liste MRP, arrivée seconde, obtint deux élus :
- Jacques Fonlupt-Espéraber, député sortant.
- Joseph Wasmer, député sortant, adjoint au maire de Mulhouse

Enfin la liste SFIO obtenait un élu :
- Jean Wagner, député sortant, maire de Mulhouse

### Législature 1946-1951
Les élections ont eu lieu au scrutin proportionnel de liste, sans possibilité d'apparentement entre plusieurs listes.
La liste MRP arriva en tête et obtint quatre élus :
- Jacques Fonlupt-Espéraber, député sortant.
- Joseph Wasmer, député sortant, adjoint au maire de Mulhouse
- André Bas, député sortant, maire de Husseren-les-Châteaux.
- Marie-Louise Weber, députée sortante.

La liste d'Union Gaulliste, préfigurant le RPF, arriva seconde et obtint un élu :
- René Kuehn, maire d'Ammerschwihr.

Enfin la liste SFIO obtint elle aussi un élu :
- Jean Wagner, député sortant, maire de Mulhouse.

### Deuxième Assemblée constituante juin 1946-novembre 1946
Les élections organisées pour l'élection d'une nouvelle assemblée constituante eurent lieu après l'échec du référendum proposant un premier projet constituant, soutenu par le PCF et la SFIO, en mai 1946. Les élections ont eu lieu au scrutin proportionnel de liste, sans possibilité d'apparentement entre plusieurs listes.
La liste MRP arriva en tête et obtint quatre élus :
- Jacques Fonlupt-Espéraber, député sortant.
- Joseph Wasmer, député sortant, adjoint au maire de Mulhouse
- André Bas, député sortant.
- Marie-Louise Weber.

La liste SFIO obtint deux élus :
- Jean Wagner, député sortant, maire de Mulhouse.
- Édouard Richard, député sortant, ancien maire de Colmar.

### Première assemblée constituante novembre 1945-juin 1946
Les élections à la première assemblée constituante furent organisées à la proportionnelle départementale, sans possibilité d'apparentement. Le projet de constitution élaboré par cette assemblée à majorité PCF/SFIO fut rejeté par référendum en mai 1946, entraînant l'élection d'une nouvelle assemblée constituante en juin 1946.
La liste MRP arriva en tête et obtint trois élus :
- Jacques Fonlupt-Espéraber
- Joseph Wasmer adjoint au maire de Mulhouse
- André Bas.

La liste SFIO obtint deux élus :
- Jean Wagner, député sortant, maire de Mulhouse.
- Édouard Richard, député sortant, maire de Colmar.

Enfin la liste d'Union gaulliste, soutenant les propositions constitutionnelles du général de Gaulle, obtint un élu :
- Paul Winter

## Liste des députés élus sous laIIIeRépublique
Les élections législatives furent au scrutin d'arrondissement majoritaire à deux tours de 1928 à 1936. De 1919 à 1928 les députés furent élus au scrutin proportionnel départemental.

### Législature 1936-1940
| Circonscription        | Député élu       | Parti politique     | Autre mandat                                 |
| ---------------------- | ---------------- | ------------------- | -------------------------------------------- |
| 1er : Colmar           | Joseph Rossé     | UPR                 | Conseiller général de Wintzenheim            |
| 2e : Mulhouse Ville    | Alfred Wallach   | Démocrate           | Conseiller municipal de Mulhouse             |
| 3e : Mulhouse Campagne | Édouard Fuchs    | UPR                 | Conseiller général d'Habsheim                |
| 4e : Guebwiller        | Joseph Gullung   | UPR                 | Maire d'Ensisheim                            |
| 5e : Thann             | Charles Hartmann | UPR                 | Conseiller général de Saint-Amarin           |
| 6e : Ribeauvillé       | Maurice Burrus   | Indépendant app UPR | Conseiller général de Sainte-Marie-aux-Mines |
| 7e: Altkirch           | Marcel Stürmel   | UPR                 | Conseiller général de Dannemarie             |

### Législature 1932-1936
| Circonscription        | Député élu     | Parti politique - Groupe                            | Autre Mandat                                                            |
| ---------------------- | -------------- | --------------------------------------------------- | ----------------------------------------------------------------------- |
| 1er : Colmar           | Joseph Rossé   | UPR - Groupe Républicains du Centre                 | Conseiller général de Wintzenheim                                       |
| 2e : Mulhouse Ville    | Alfred Wallach | Démocrate - Groupe Indépendants de Gauche           | Conseiller municipal de Mulhouse                                        |
| 3e : Mulhouse Campagne | Médard Brogly  | UPR - Groupe Républicains du Centre                 | Conseiller général de Huningue Elu Sénateur le 10/02/1936, non remplacé |
| 4e : Guebwiller        | Camille Bilger | UPR - Groupe Républicains du Centre                 | Conseiller général de Soultz                                            |
| 5e : Thann             | Joseph Brom    | UPR - Groupe Démocrate Populaire                    | Conseiller général de Hirsingue                                         |
| 6e : Ribeauvillé       | Maurice Burrus | Indépendant app UPR - Groupe Indépendants de Gauche | Conseiller général de Sainte-Marie-aux-Mines                            |
| 7e : Altkirch          | Marcel Stürmel | UPR - Groupe Républicains du Centre                 | Conseiller général de Dannemarie                                        |

### Législature 1928-1932
Les élections législatives furent au scrutin d'arrondissement majoritaire à deux tours de 1928 à 1936.
| Circonscription        | Député élu       | Parti politique - Groupe                                  | Autre mandat                     |
| ---------------------- | ---------------- | --------------------------------------------------------- | -------------------------------- |
| 1er : Colmar           | Joseph Rossé*    | UPR                                                       | Conseiller général de Colmar     |
| 2e : Mulhouse Ville    | Salomon Grumbach | SFIO                                                      | Maire de Mulhouse                |
| 3e : Mulhouse Campagne | Médard Brogly    | UPR Groupe des députés Indépendants                       | Conseiller général de Huningue   |
| 4e : Guebwiller        | Camille Bilger   | UPR Groupe des Démocrates Populaires                      | Conseiller général de Soultz     |
| 5e : Thann             | Joseph Brom      | UPR Groupe des Démocrates Populaires                      | Conseiller général de Hirsingue  |
| 6e : Ribeauvillé       | Joseph Pfleger** | UPR puis APNA Groupe de l'Union républicaine démocratique |                                  |
| 7e : Altkirch          | Eugène Ricklin*  | UPR                                                       | Conseiller général de Dannemarie |

- L'élection des députés Joseph Rossé et Eugène Ricklin, tous deux autonomistes proches du parti catholique UPR, est invalidée à la suite de leur condamnation (plus tard cassée) au cours du procès de Colmar (de). Marcel Stürmel, autonomiste membre de l'UPR, est élu à Altkirch en remplacement et avec le soutien d'Eugène Ricklin. De même à Colmar, René Hauss, autonomiste membre du Landespartei (en) (Unabhängige Landespartei für Elsaß-Lothringen), est élu avec le soutien de Joseph Rossé.

- - Le député Joseph Pfleger, membre du parti catholique « national » APNA depuis sa séparation d'avec l'UPR à la fin 1928, est élu sénateur en 1929. Lors de l'élection partielle organisée pour pourvoir le siège, le candidat de l'APNA Joseph Rieder l'emporte sur le candidat de l'UPR.

Source : Élections législatives 22-29 avril 1928 de Georges Lachapelle - https://gallica.bnf.fr/ark:/12148/bpt6k320439r.texteImage#

### Législature 1924-1928
Les élections législatives de 1924 sont organisées au scrutin proportionnel de liste. Elles marquent au niveau national la victoire du Cartel des gauches de centre-gauche. Dans le Haut-Rhin, la liste du Bloc National, composée de l'UPR et du parti démocrate, remporte tous les sièges.
La liste du Bloc national obtient donc l'ensemble des 7 sièges mis en jeu :
- Joseph Pfleger, député sortant UPR (parti catholique alsacien),
- Paul Jourdain, député sortant Démocrate (parti de centre-droit de tradition protestante), maire d'Altkirch,
- Camille Bilger, député sortant UPR (parti catholique alsacien), conseiller général de Soultz,
- Charles Scheer, député sortant Démocrate (parti de centre-droit de tradition protestante),
- Joseph Silbermann, UPR (parti catholique alsacien),
- Joseph Brom, UPR (parti catholique alsacien), conseiller général d'Hirsingue,
- Gustave Burger, Démocrate (parti de centre-droit de tradition protestante).

### Législature 1919-1924
Les élections législatives de 1919 sont organisées au scrutin proportionnel de liste. Elles marquent, au niveau national, la victoire du Bloc National de centre-droit. Dans le Haut-Rhin la liste du Bloc National, composée de l'UPR et du parti démocrate, remporte tous les sièges.
La liste du Bloc national obtient donc l'ensemble des 7 sièges mis en jeu :
- Joseph Pfleger, UPR (parti catholique alsacien), conseiller général de Ribeauvillé
- Paul Jourdain, Démocrate (parti de centre-droit de tradition protestante), maire d'Altkirch
- Camille Bilger, UPR (parti catholique alsacien), conseiller général de Soultz
- Charles Scheer, Démocrate (parti de centre-droit de tradition protestante)
- Médard Brogly, UPR (parti catholique alsacien), conseiller général d'Huningue
- René Baradé, Démocrate (parti de centre-droit de tradition protestante)
- Émile Wetterlé, UPR (parti catholique alsacien).

## Assemblée nationale (1871-1876)
| Nom                                       | Département | Date d'élection complémentaireRaison | Date de fin de mandat anticipéeRaison | Étiquette/Parti                         |
| ----------------------------------------- | ----------- | ------------------------------------ | ------------------------------------- | --------------------------------------- |
| Louis Chauffour (1816-1888)               | Haut-Rhin   | 8 février 1871                       | 1er mars 1871 (Démission)             | Gauche Député protestataire             |
| Aristide Denfert-Rochereau (1823-1878)    | Haut-Rhin   | 8 février 1871                       | 7 mars 1876                           | Union républicaine Député protestataire |
| Jules Grosjean (1830-1901)                | Haut-Rhin   | 8 février 1871                       | 1er mars 1871 (Démission)             | Député protestataire                    |
| Frédéric Hartmann (1822-1880)             | Haut-Rhin   | 8 février 1871                       | 1er mars 1871 (Démission)             | Député protestataire                    |
| Émile Keller (1828-1909)                  | Haut-Rhin   | 8 février 1871                       | 1er mars 1871 (Démission)             | Union des droites Député protestataire  |
| Alfred Koechlin-Steinbach (1825-1872)     | Haut-Rhin   | 8 février 1871                       | 1er mars 1871 (Démission)             | Député protestataire                    |
| Marie Antoine Edouard Rencker (1827-1888) | Haut-Rhin   | 8 février 1871                       | 1er mars 1871 (Démission)             | Député protestataire                    |
| Auguste Scheurer-Kestner (1833-1899)      | Haut-Rhin   | 8 février 1871                       | 1er mars 1871 (Démission)             | Union républicaine Député protestataire |
| Pierre Albert Tachard (1826-1919)         | Haut-Rhin   | 8 février 1871                       | 1er mars 1871 (Démission)             | Député protestataire                    |
| Frédéric Titot (1811-1888)                | Haut-Rhin   | 8 février 1871                       | 1er mars 1871 (Démission)             | Député protestataire                    |

À partir de 1871, l'« arrondissement subsistant du Haut-Rhin » élit son député jusqu'en 1919. Il prend le nom de Territoire de Belfort en 1922, sans être rattaché au département du Haut-Rhin.

## Second Empire

### Irelégislature (1852-1857)
- Antoine de Reinach-Hirtzbach
- Jules Migeon
- Eugène Jean-Baptiste Charles Lefébure

### IIelégislature (1857-1863)
- Jules Migeon démissionne en 1858, remplacé par Émile Keller
- Antoine de Reinach-Hirtzbach
- Eugène Jean-Baptiste Charles Lefébure

### IIIelégislature (1863-1869)
- Antoine de Reinach-Hirtzbach
- Aimé Philippe Gros
- Auguste-César West
- Eugène Jean-Baptiste Charles Lefébure

### IVelégislature (1869-1870)
- Léon Lefébure
- Émile Keller
- Pierre Albert Tachard
- François Viellard-Migeon

## IIeRépublique
Élections au suffrage universel masculin à partir de 1848

### Assemblée nationale constituante (1848-1849)
- Renaud Yves
- Georges Charles de Heeckeren d'Anthès
- Ignace Chauffour démissionne en 1848, remplacé par Joseph Fawtier
- Émile Dollfus
- Matthieu Bardy
- Charles Kestner
- Jean-Baptiste Prudhomme
- François Stoecklé
- Jean-Paul Heuchel
- Charles Frédéric Koenig
- Joseph Rudler
- François Struch

### Assemblée nationale législative (1849-1851)
- Charles Cassal
- Charles Pflieger déchu en 1849
- Jules Migeon élu en 1850
- Georges Charles de Heeckeren d'Anthès
- Médard Burgard
- Josué Hofer (1805-1876) déchu en 1849
- Émile Dollfus
- Charles Kestner
- Jean-Baptiste Prudhomme
- Henri Charles Savoye
- Joseph Fawtier
- Charles Frédéric Koenig déchu en 1849
- Laurent Mulhenbeck

## Chambre des députés (Monarchie de Juillet)

### IreLégislature (1830-1831)
- Charles de Reinach
- Nicolas Koechlin
- André Frédéric Hartmann
- Jean-Baptiste Migeon
- Jean François André

### IIeLégislature (1831-1834)
- Charles de Reinach démissionne en 1832, remplacé par André Koechlin
- Nicolas Koechlin
- André Frédéric Hartmann
- Jean Baptiste Alexandre Strolz
- Jean François André

### IIIeLégislature (1834-1837)
- Philippe de Golbéry
- Nicolas Koechlin
- Jean-Adam Pflieger le Jeune
- André Frédéric Hartmann
- Jean Baptiste Alexandre Strolz

### IVeLégislature (1837-1839)
- Philippe de Golbéry
- Nicolas Koechlin
- François-Joseph Haas
- Jean-Adam Pflieger le Jeune
- André Frédéric Hartmann

### VeLégislature (1839-1842)
- François Struch démissionne en 1841, remplacé par Jean Pierre Victor Rossée
- Nicolas Koechlin démissionne en 1841, remplacé par André Koechlin
- Philippe de Golbéry
- Jean-Adam Pflieger le Jeune
- André Frédéric Hartmann

### VIeLégislature (1842-1846)
- André Frédéric Hartmann nommé pair en 1845, remplacé par Jean-François Marande
- André Koechlin
- Adolphe de Bellonet
- Philippe de Golbéry
- Jean-Adam Pflieger le Jeune

### VIIeLégislature (17/08/1846-24/02/1848)
- Émile Dollfus
- François Struch
- André Koechlin
- Adolphe de Bellonet
- Philippe de Golbéry

## Chambre des députés des départements (2eRestauration)

### Irelégislature (1815–1816)
- Hercule de Serre
- Sigismond-Frédéric de Berckheim
- François Antoine Willig
- Marc-René de Voyer de Paulmy d'Argenson (1771-1842)
- Alexandre Léopold de Marandet
- Alexandre Moll

### IIelégislature (1816-1823)
- Georges Washington de La Fayette
- Hercule de Serre
- Jacques Koechlin
- Sigismond-Frédéric de Berckheim
- Joseph-Conrad d'Anthès
- Marc-René de Voyer de Paulmy d'Argenson (1771-1842)
- Louis Pierre Édouard Bignon
- Alexandre Moll

### IIIelégislature (1824-1827)
- Louis-Antoine-François de Marchangy
- François-Joseph Haas
- Jacques Koechlin
- Joseph-Conrad d'Anthès
- Louis François Élie Pelletier

### IVelégislature (1828-1830)
- Charles de Reinach
- François-Joseph Haas
- Joseph-Conrad d'Anthès
- Jean-Baptiste Migeon
- Jean François André
- Jean Xavier Knopff

### Velégislature (23 juin 1830-28 juillet 1830)
- Charles de Reinach
- Nicolas Koechlin
- André Frédéric Hartmann
- Jean-Baptiste Migeon
- Jean François André

## Chambre des représentants (Cent-Jours)
- Jean Pierre Victor Rossée
- Louis Joseph Joliat
- Marc-René de Voyer de Paulmy d'Argenson (1771-1842)
- Jean Rapp
- Gabriel Louis Morel
- Alexandre Moll
- Félix Desportes

## Chambre des députés des départements (1reRestauration)
- Godefroy Waldner de Freundstein
- Jean François Philibert Rossée

## Corps législatif (1800-1814)
- Jean François Philibert Rossée (1745-1832), bonapartiste, préfet de la Roer,
- Jean-Ulrich Metzger (1752-1836)
- Godefroy Waldner de Freundstein (1757-1818)
- François Xavier Sommervogel (1749-1811), prêteur royal, inspecteur des forêts, préfet de la Sarre
- Dominique Schirmer (1740-1805)

## Conseil des Cinq-Cents (1795-1799)
- Pierre-Jean Belin
- François Louis Dubois
- François Joseph Ritter
- Jean-Ulrich Metzger
- François Resch
- Antoine Jourdain
- Sébastien Simon
- Jean-François Reubell
- Jean-Adam Pflieger, l'aîné
- Jean Bernard Albert
- Jean-Baptiste Guittard
- François-Xavier Chambé

## Convention nationale (1792-1795)
- François Delaporte
- François Louis Dubois
- François Joseph Ritter
- Jean-Joseph Johannot
- Jean-François Reubell
- Jean-Adam Pflieger, l'aîné
- Jean Bernard Albert
- Jean-Baptiste Guittard

## Assemblée législative (1791-1792)
- Armand Brua
- François Joseph Baumlin
- Jacques Pierre Waelterlé
- François Delaporte
- François Joseph Ritter
- François Joseph Rudler
- Jean-Louis Schirmer